# Peridexion

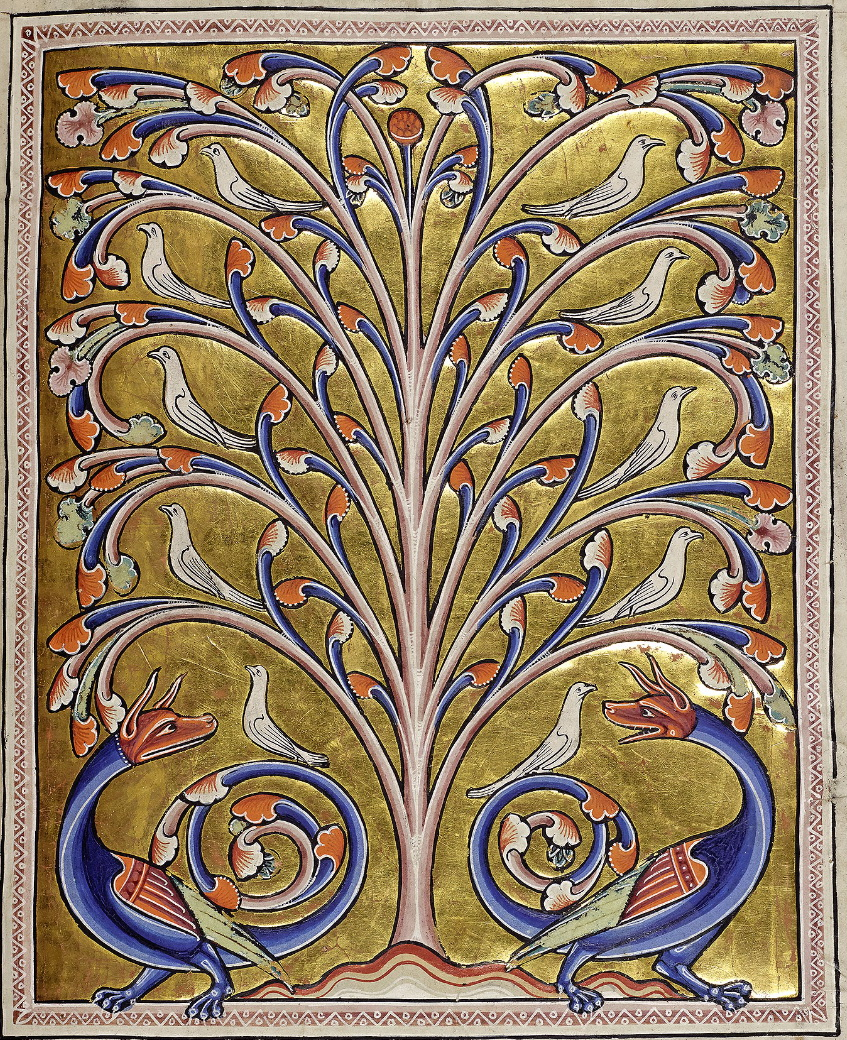
Représentation d'un peridexion du Bestiaire d'Aberdeen.

Le peridexion (ou perindens) est un arbre légendaire décrit dans le Physiologus, bestiaire chrétien du IIe ou IVe siècle apr. J.-C., et populaire dans les bestiaires médiévaux. Il est décrit comme poussant en Inde, attirant les colombes et dissuadant les serpents, ce qui en fait un symbole du salut chrétien.

## Étymologie
Le nom vient du grec δένδρον περιδέξιον (déndron peridéxion), peridéxion signifiant ambidextre, adroit ou pratique. Les manuscrits en latin, comme le Bestiaire d'Aberdeen, l'appellent « perindens ».

## Description
Le Physiologus décrit l'arbre comme poussant en Inde et ayant un fruit sucré que les colombes aiment manger. Un serpent qui cherche à dévorer les colombes a peur de l'arbre et de son ombre ; il attend donc que les colombes s'écartent de la protection de l'arbre pour les attaquer. Il s'agit d'un rappel du salut au public chrétien du texte, où l'arbre représente la foi chrétienne et le serpent est le diable attendant de prendre ceux qui quittent l'église, établissant une comparaison avec Judas Iscariote. Les fruits sont décrits par le texte comme « la sagesse céleste » et les colombes comme le Saint-Esprit.
L'arbre est également présenté dans le Bestiaire de Zirc (en), bestiaire enluminé hongrois du XVe siècle. Il est décrit avec les serpents dans le Folio 292r.

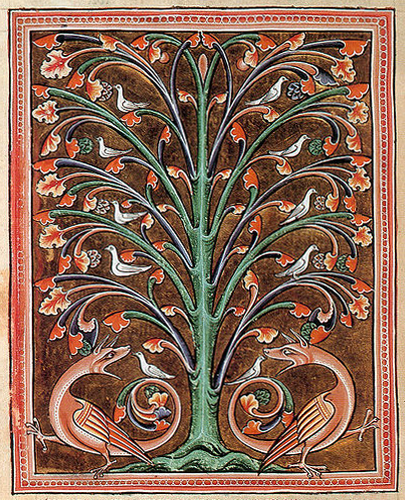
Autre représentation d'un peridexion du Bestiaire d'Aberdeen.

## Origines
Le Physiologus fournit la description attestée la plus ancienne de l'arbre. Le texte a été écrit au IIe ou IVe siècle par un auteur grec anonyme qui avait accès aux classiques grecs, à la Bible, aux œuvres des premiers auteurs chrétiens et aux fables. Il devint ensuite un livre populaire et a été traduit dans de nombreuses langues, dont le latin ; il était répandu en Europe occidentale au IXe siècle. Aucun original n'est connu ; mais en raison de sa popularité, il existe de nombreux manuscrits ultérieurs qui incluent le texte. Le philologue allemand Otto Schönberger avait suggéré que l'arbre pourrait provenir de l'Histoire naturelle de Pline l'Ancien, qui rapporte comment le frêne est un moyen de dissuasion pour les serpents, combiné avec l'histoire biblique de l'Arbre de Vie. Les serpents et les dragons gardant les arbres sont un élément bien attesté dans la littérature et l’iconographie hellénistique. Dans la mythologie grecque, le dragon à cent têtes Ladon gardait les pommes d'or des Hespérides. Hérodote dans ses Histoires faisait référence à des serpents ailés gardant les arbres à épices en Arabie,.

## Représentations dans l'art

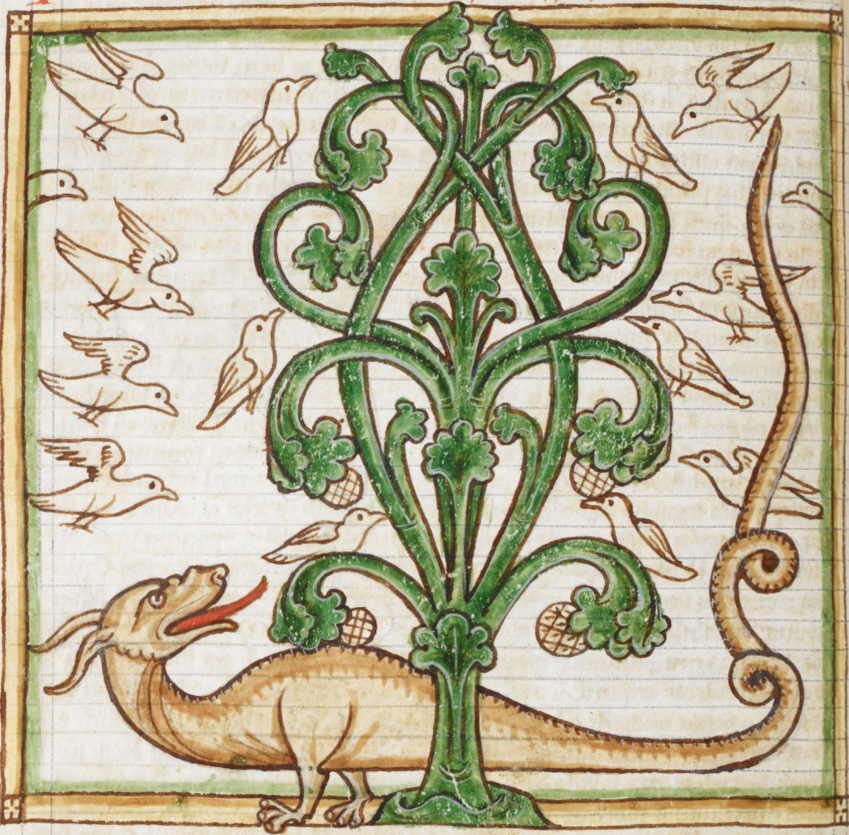
Représentation d'un peridexion du manuscrit Harley.

L'arbre péridexion est représenté dans les manuscrits enluminés de la période médiévale. C'est le cas d'un bestiaire, le « Houghton Library, MS Typ 101 (cat. no 28) », conservé à la Houghton Library à Cambridge (Massachusetts, États-Unis). Ce manuscrit a été copié directement à partir d'un manuscrit antérieur de la Bibliothèque nationale de Russie, « Lat. Q.v.III. 1 », où le Péridexion apparaît en marginalia. C'est la seule dans tout le manuscrit, car aucun espace n'a été laissé pour une miniature après la rédaction du texte. Les représentations ultérieures dans les bestiaires montrent le serpent comme se faufilant à travers le tronc ou sifflant sous l'arbre. Ce dernier se trouve dans le Physiologus de Berne. D'autres représentations figurent deux dragons, posés symétriquement, les colombes étant également symétriques dans l'arbre. Il est également présent dans l'architecture européenne, notamment dans un chapiteau issu de la basilique Saint-Urbain de Troyes, conservée au Louvre.
Son imagerie est référencée sur les portes de la cathédrale de Gniezno (Pologne), où des colombes s'abritant dans l'arbre sont mises en parallèle avec Saint Adalbert de Prague se réfugiant dans un monastère de Rome. Cette représentation diffère des représentations médiévales typiques. Ici, le dragon n'est pas Satan, mais les Prussiens qu'Adalbert a voulu convertir au christianisme et qui l'ont exécuté. L'arbre est surmonté d'un coq dans une allusion au Reniement de Pierre. Ici, le futur saint doit quitter la sécurité de l'arbre pour sa mission, ce qui est à l'opposé du sens originel de la fable.